# تشهار حوض
تشهار حوض (بالفارسية: چهارحوض) هي قرية تقع في قسم تشناران الريفي (مقاطعة تشناران) في إيران.